# プカプカ (西岡恭蔵の曲)
『プカプカ（赤い屋根の女の子に）』（ぷかぷかあかいやねのおんなのこに）は、西岡恭蔵が1972年12月10日に、キングレコード／ベルウッド・レコードより発売した最初のシングル。単に「プカプカ」と表記されることもある。

## 概要
別名義・象狂象で作って、ザ・ディランIIがファースト・アルバム「きのうの思い出に別れをつげるんだもの」のB面1曲目に収録（後にシングル「男らしいってわかるかい」のB面にも収録「プカプカ（みなみの不演不唱）」）していたものを、西岡のファースト・アルバム「ディランにて」に収録後、シングル・カット。
ジャズシンガー安田南に捧げられた曲と言われている。
間奏にダビングされたラグタイム風のピアノは、エンジニアの吉野金次が「サウンド的に寂しかった」と弾いている。

## 収録曲
全作詞・作曲・編曲：西岡恭蔵

### Side:A
- プカプカ（赤い屋根の女の子に）-　3分48秒

### Side:B
- 街の君　-　2分53秒

## カヴァー
- 大塚まさじ（ザ・ディランII）
- 大西ユカリと新世界
- 石田長生
- 桑田佳祐
- 大槻ケンヂ
- つじあやの
- 福山雅治
- 奥田民生
- 原田芳雄
- 桃井かおり
- クミコ
- 泉谷しげる
  - ドラマ『さくらももこランド・谷口六三商店』内で、生演奏で同曲を歌った。
- 大光寺圭
- 羊毛とおはな
- 大西ユカリ
- 曽我部恵一
- 清水ミチコ
- ザ50回転ズ
- ハンバート ハンバート
- COOL_JOKE
- 板谷祐
- 壽屋音二郎
- ハナレグミ
- 宇崎竜童
- 世良公則
- 殿岡ハツエ
- クリープハイプ
- 木村充揮×近藤房之助（『男唄 ～昭和讃歩～』収録）